# Transkreacja
Transkreacja – proces adaptacji przekazu, który niesie ze sobą tekst źródłowy do języka docelowego, przy zachowaniu jego intencji, emocji, stylu, wydźwięku i kontekstu. Treść poddana transkreacji powinna nieść te same konsekwencje w języku docelowym, co w języku źródłowym. Termin pochodzi z połączenia słów "translacja" (tłumaczenie) i "kreacja" (tworzenie), co wskazuje na proces twórczy, w którym wykonawca bierze pod uwagę także różnice kulturowe.
Najczęściej transkreacja jest wykorzystywana w globalnych kampaniach marketingowych i reklamowych, ponieważ celem reklamodawców jest przekraczanie granic kulturowo-językowych.
Transkreacja powinna brać również pod uwagę multimedia (np. obrazy, dźwięki), które są wykorzystywane w kreatywnym przekazie, dbając o to, aby były odpowiednie dla docelowego odbiorcy.

## Przykład
Jednym z przykładów zastosowania transkreacji jest kampania reklamowa samochodów marki Saab w USA, w której najnowszy model tej marki porównywany był do barów tlenowych (ze względu na dużą ilość miejsca dla pasażerów). Ta sama reklama w Szwecji, gdzie nie było barów tlenowych, porównywała ten model do uczucia klaustrofobii.
Innym przykładem jest transkreacja zastosowana w filmie Shrek, która sprawiła, że żarty bohaterów są zabawne również dla polskiego odbiorcy, dzięki wielu kulturowym i historycznym odniesieniom w dialogach.

## Transkreacja a tłumaczenie
Różnicą pomiędzy transkreacją a tłumaczeniem jest skupienie wykonawcy nie tyle na tekście, co na emocjach związanych z reakcją widzów na przekaz i praca nad wywołaniem takiej samej reakcji u widzów na rynku docelowym. Chodzi o odtworzenie w innym języku koncepcji wyrażonej w języku źródłowym.
Transkreację, w przeciwieństwie do tłumaczenia, powinno się rozliczać na podstawie godzin roboczych, a nie stron rozliczeniowych.